# Estación de La Bañeza
La Bañeza es una estación de ferrocarril situada en el municipio español de La Bañeza, en la provincia de León. Forma parte de la red de Adif. En la actualidad se encuentra clausurada y no ofrece servicios ferroviarios.

## Situación ferroviaria
La estación forma parte de la línea férrea de ancho ibérico La Bañeza-Astorga, punto kilométrico 0,0. Anteriormente la estación formaba parte del trazado de la línea Plasencia-Astorga, estando situada en su punto kilométrico 325,6.

## Historia

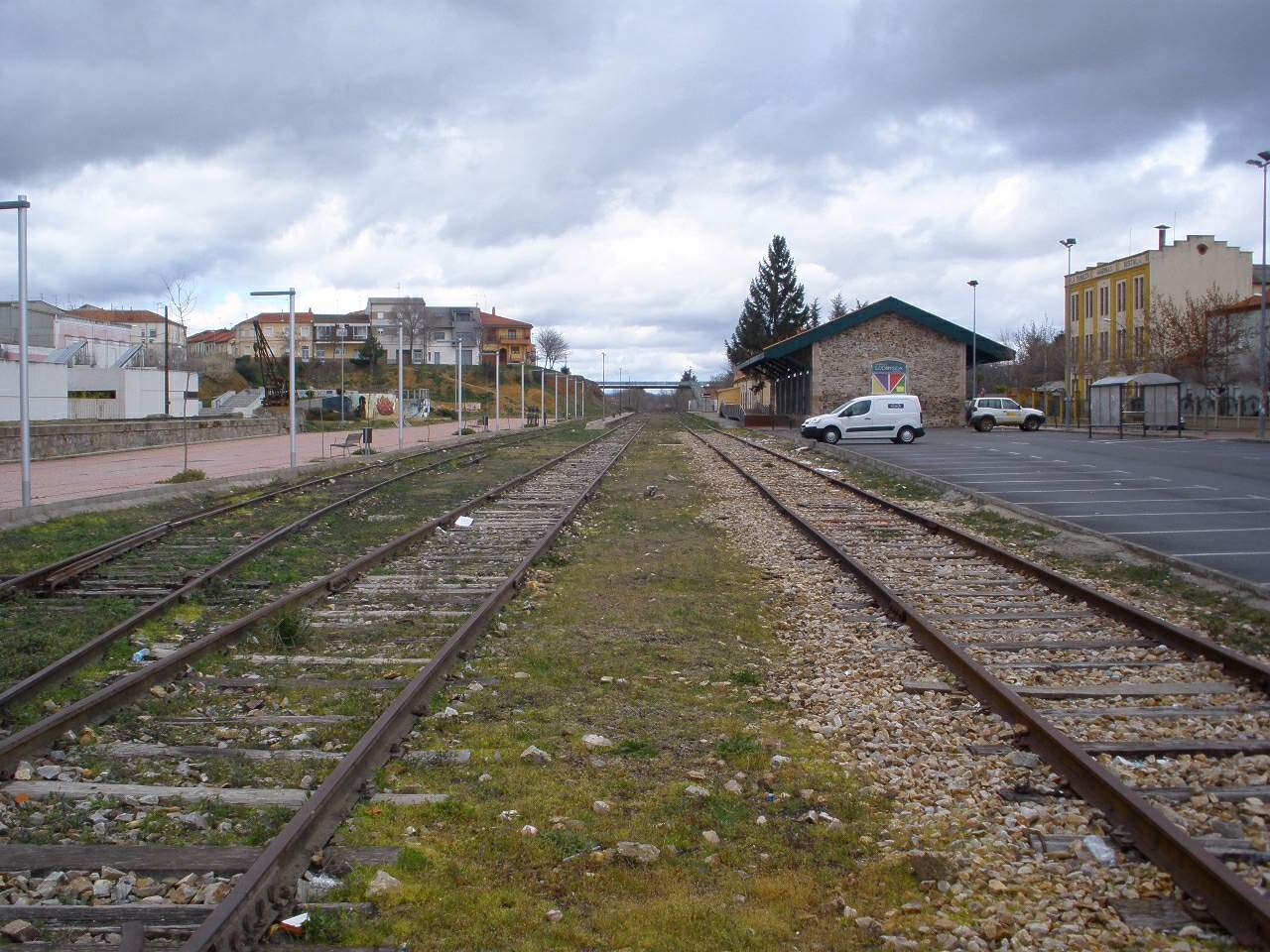
Vista de la playa de vías, en 2013

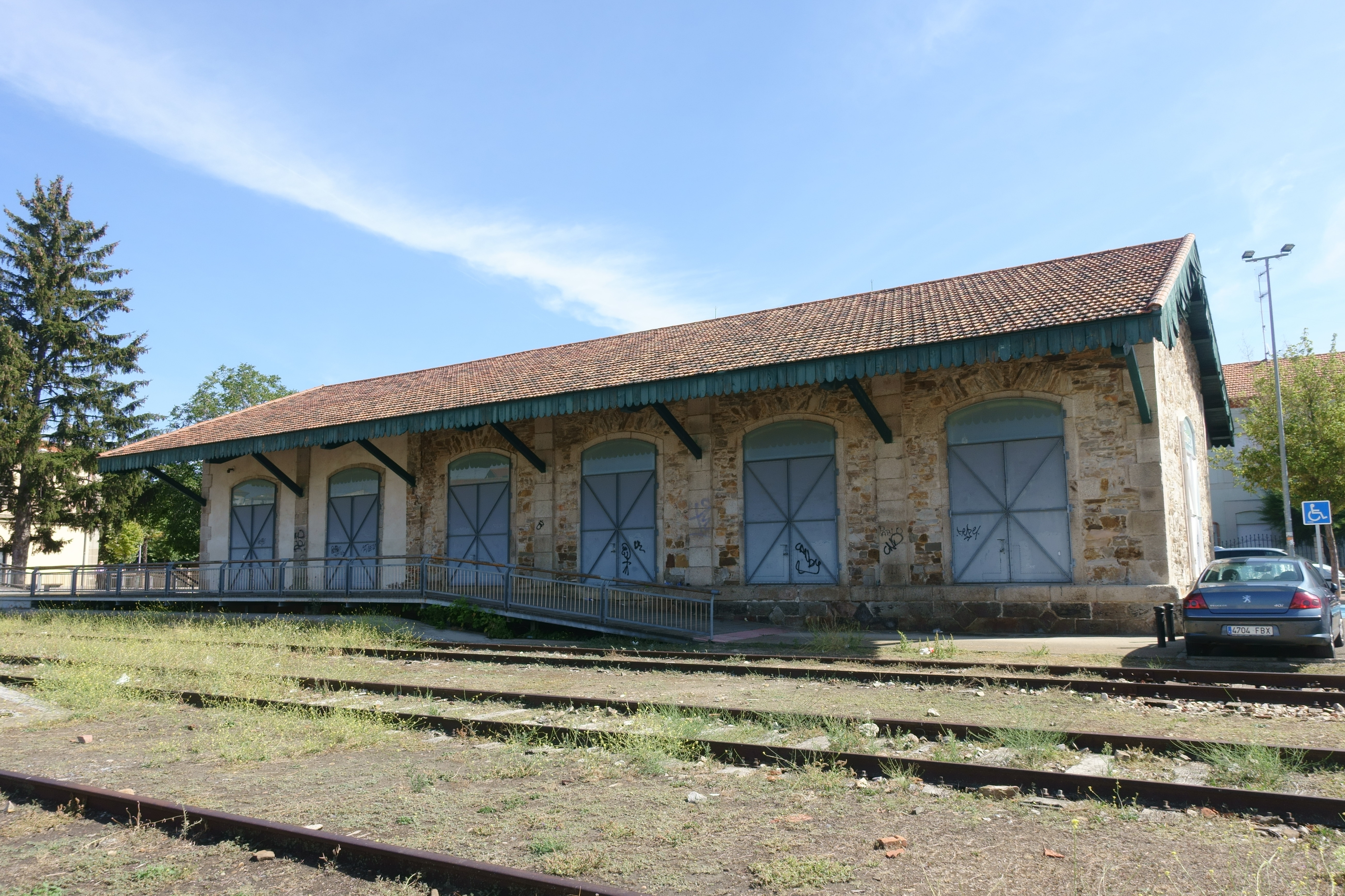
Muelle de carga

La estación entró en servicio en junio de 1896, tras completarse en esa misma fecha la construcción del tramo Salamanca-Astorga de la línea Plasencia-Astorga. Las obras corrieron a cargo de los Ferrocarriles del Oeste de España, si bien su gestión pasó posteriormente a la Compañía de los Ferrocarriles de Madrid a Cáceres y Portugal y Oeste de España. En 1928 las instalaciones de La Bañeza pasaron a manos de la recién creada Compañía Nacional de los Ferrocarriles del Oeste y en 1941, con la nacionalización de la red ferroviaria española de ancho ibérico, pasó a manos de la recién creada RENFE.
En enero de 1985 se produjo el cierre de la línea Plasencia-Astorga al tráfico de pasajeros debido a su baja rentabilidad económica. El trazado todavía se mantuvo en servicio algún tiempo más, hasta que el 1 de septiembre de 1996 se cerró la línea al tráfico de mercancías. Desde el 1 de enero de 2005 el ente Adif es el titular de las instalaciones ferroviarias.